# Musqueam Indian Reserve 2
Musqueam Indian Reserve 2 (franska: Réserve indienne Musqueam 2) är ett reservat i Kanada.   Det ligger i provinsen British Columbia, i den sydvästra delen av landet, 3 500 km väster om huvudstaden Ottawa.
Runt Musqueam Indian Reserve 2 är det i huvudsak tätbebyggt. Runt Musqueam Indian Reserve 2 är det mycket tätbefolkat, med 1 313 invånare per kvadratkilometer.